# Onycocaris quadratophthalma
Onycocaris quadratophthalma är en kräftdjursart som först beskrevs av Heinrich Balss 1921.  Onycocaris quadratophthalma ingår i släktet Onycocaris och familjen Palaemonidae. Inga underarter finns listade i Catalogue of Life.